# ATAGS (гаубиця)
ATAGS — вдосконалена причіпна гаубиця калібру 155 мм та стволом 52 калібрів завдовжки, яка розробляється для індійської армії Організацією оборонних досліджень і розробок (DRDO) спільно з Tata Power SED і Bharat Forge.

## Історія
В середині 2020 р. міноборони Індії оголосило, що з грудня 2020 року буде введено заборону на імпорт будь-яких причіпних артилерійських систем калібру 155-мм/52. Що створило перевагу індійським оборонним організаціям, які спільно створюють ATAGS.
Однак згодом це ембарго було відкладене на рік «службовим меморандумом», розміщеним на сайті міноборони Індії. Можливість для імпорту закордонних гармат була продовжена ще на рік, до 31 грудня 2021 року.
Це, серед іншого, було спричинено тим, що військове керівництво у Індії почало сумніватися в ATAGS після того, як у вересні під час випробувань у неї розірвало ствол. Це сталося через несправність боєприпасу, хоча сама гаубиця була визнана придатною для подальших випробувань.
В 2019 року було оголошено переможця тендера на постачання причіпних 155 мм гаубиць для потреб індійських сухопутних військ. Ним стала ізраїльська компанія Elbit System з причіпною гаубицею ATHOS 2052. Однак контракт підписано не було, хоча за умовами тендера компанія мусила побудувати 1180 буксированих гаубиць в Індії на додачу до 400 готових одиниць.

## Оператори

### Можливі
- Індія:
  - Сухопутні війська Індії — в серпні 2018 року Рада з оборонних закупівель схвалила угоду на придбання 150 одиниць ATAG сукупною вартістю ₹3,364.78 crore (близько 470 млн доларів США)[2].